# Ребека Андраде
Ребека Родригес де Андраде (на португалски: Rebeca Rodrigues de Andrade (родена на 8 май 1999 г.) e бразилска състезателка по спортна гимнастика. Със спечелени общо шест олимпийски и девет световни медала тя е най-титулуваната бразилска и латиноамериканска гимнастичка за всички времена, както и най-титулуваната бразилска олимпийска състезателка. В многобоя тя е световна шампионка от 2022 г., двукратна сребърна олимпийска медалистка (2020 г., 2024 г.), световна сребърна медалистка от 2023 г. и Панамериканска шампионка от 2021 г. На прескок тя е олимпийска златна медалистка от 2020 г., сребърна олимпийска медалистка от 2024 г., двукратна световна шампионка (2021 г., 2023 г.) и шампионка от Панамериканските игри през 2023 г. Андраде извежда бразилския отбор до първите му отборни медали на Световното първенство през 2023 г. (сребро) и Олимпийските игри през 2024 г. (бронз), както и до златен медал на Панамериканското първенство през 2021 г. Тя печели златния медал на Олимпийските игри през 2024 г. на земя.